# Fertirrigação

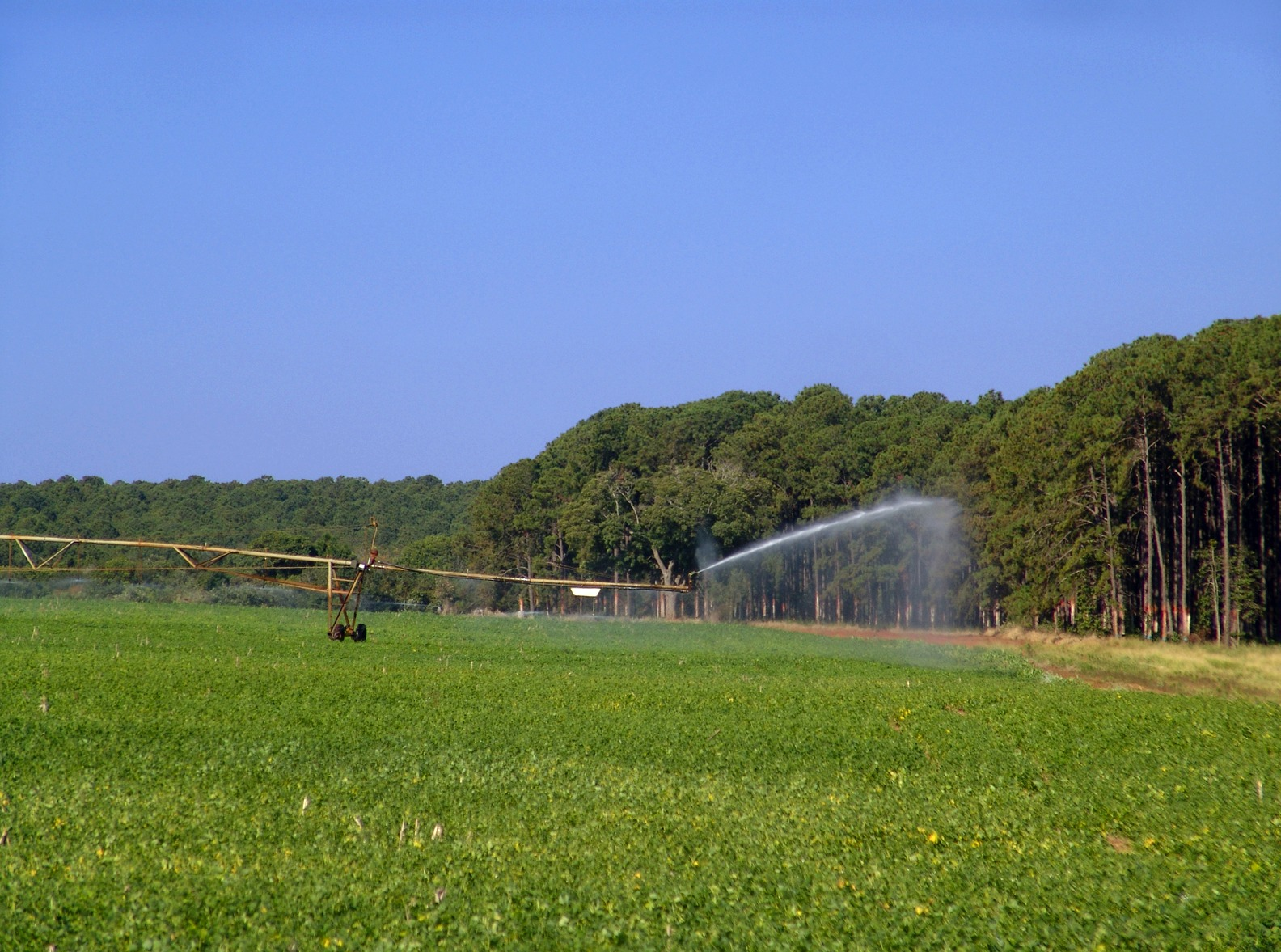
Pivô irrigando uma plantação de feijão em Avaré (Brasil).

A fertirrigação é uma técnica de adubação que utiliza a água de irrigação para levar nutrientes ao solo cultivado. Esta aplicação é feita através do sistema de irrigação mais conveniente à cultura, podendo-se utilizar técnicas como micro-irrigação (por gotejamento ou por micro-aspersão), aspersão (sob pivô central ou convencional), entre outras menos utilizadas. Pode-se aplicar fertilizantes comerciais diluídos em água de irrigação ou certos resíduos orgânicos líquidos, como a vinhaça e efluentes oriundos de alguns tipos de indústria alimentícia. A utilização de efluentes de qualquer natureza é passível de exigência tanto de licenças ambientais quanto de monitoramento ambiental periódico da área. O uso da fertirrigação pelo produtor, em grande parte dos casos, proporciona economia de fertilizantes e de mão-de-obra.

## Usos
Na maior parte das vezes, a fertirrigação tem a finalidade de tão somente adubar o solo de uma maneira mais eficiente, barata e com um grau de precisão maior do que outros métodos de adubação, através da diluição de fertilizantes comerciais (N, P, K) em água de irrigação. Porém, há no Brasil experiências muito bem sucedidas utilizando-se resíduos industriais em culturas específicas. O que faz da fertirrigação, além de um método de adubação mais racional, uma técnica que permite a reabsorção dos nutrientes não aproveitados nos processos industriais, reduzindo muitas vezes a problemática do tratamento e disposição adequada dos efluentes. Por esse motivo, a fertirrigação pode ser aceita como técnica de tratamento de efluentes orgânicos por infiltração no solo. Tal técnica, desde que bem aplicada e acompanhada de profissionais qualificados, não traz malefícios ao meio ambiente, pelo contrário, estimula uma melhor ciclagem do nitrogênio, fósforo e potássio.